# Geminação
As consoantes geminadas, contrastando com as consoantes simples, são normalmente encontradas entre vogais. São consideradas como dois segmentos iguais situados em sílabas diferentes, que, entretanto, compartilham o mesmo conjunto de traços fonológicos, como podemos observar no exemplo com a palavra pappa (“mingau”), do italiano:
Conforme podemos ver acima, a primeira parte da consoante geminada ocupa a coda de uma sílaba, enquanto a segunda parte ocupa o ataque da sílaba seguinte. Assim, o exemplo distingue-se da palavra papa “Papa”, que possui somente consoantes simples. Neste caso, cada consoante ocupa apenas uma posição silábica: